# Ochyrocera
Genre
Synonymes
- Pandeus Keyserling, 1891
- Ceruleocera Marples, 1955
- Fageicera Dumitrescu & Georgescu, 1992

Ochyrocera est un genre d'araignées aranéomorphes de la famille des Ochyroceratidae.

## Distribution
Les espèces de ce genre se rencontrent du Sud de l'Amérique du Nord à l'Argentine et aux Samoa.

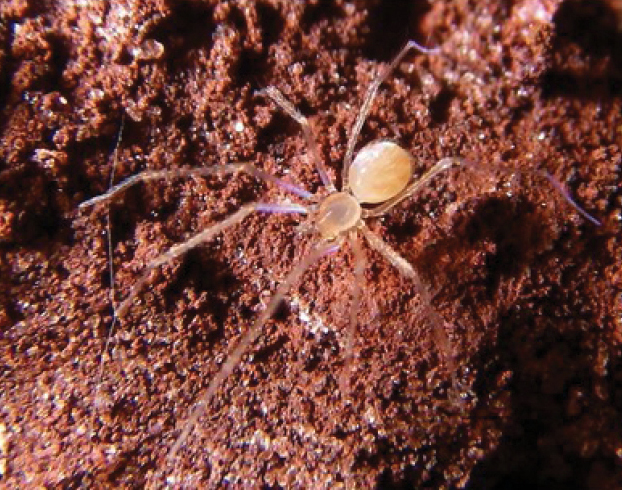
Ochyrocera dorinha

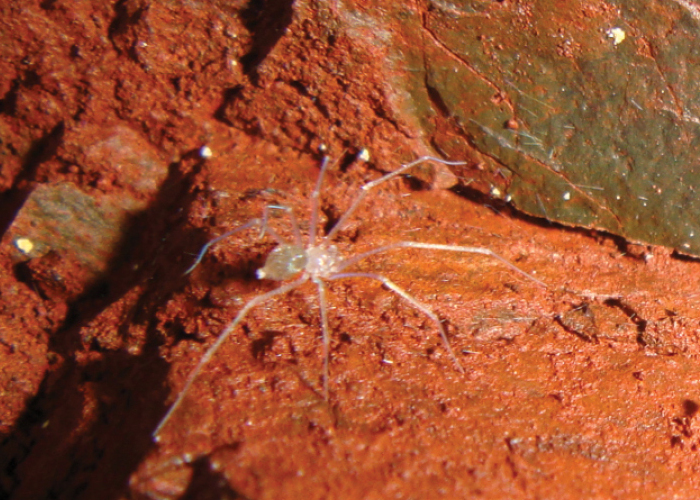
Ochyrocera ritxoco

## Liste des espèces
Selon World Spider Catalog (version 26, 14/02/2025) :
- Ochyrocera aragogue Brescovit, Cizauskas & Mota, 2018
- Ochyrocera arietina Simon, 1892
- Ochyrocera atlachnacha Brescovit, Cizauskas & Mota, 2018
- Ochyrocera bicolor González-Sponga, 2001
- Ochyrocera brumadinho Brescovit & Cizauskas, 2018
- Ochyrocera cachote Hormiga, Álvarez-Padilla & Benjamin, 2007
- Ochyrocera caeruleoamethystina Lopez & Lopez, 1997
- Ochyrocera callaina Dupérré, 2015
- Ochyrocera cashcatotoras Dupérré, 2015
- Ochyrocera charlotte Brescovit, Cizauskas & Mota, 2018
- Ochyrocera chiapas Valdez-Mondragón, 2009
- Ochyrocera coerulea (Keyserling, 1891)
- Ochyrocera coffeeicola González-Sponga, 2001
- Ochyrocera cornuta Mello-Leitão, 1944
- Ochyrocera corozalensis González-Sponga, 2001
- Ochyrocera cubana (Dumitrescu & Georgescu, 1992)
- Ochyrocera diablo Pérez-González, Rubio & Ramírez, 2016
- Ochyrocera dorinha Brescovit, Zampaulo, Pedroso & Cizauskas, 2021
- Ochyrocera fagei Brignoli, 1974
- Ochyrocera formosa Gertsch, 1973
- Ochyrocera garayae Castanheira, Pérez-González, do Prado & Baptista, 2019
- Ochyrocera hamadryas Brignoli, 1978
- Ochyrocera ibitipoca Baptista, González & Tourinho, 2008
- Ochyrocera italoi Dupérré, 2015
- Ochyrocera itatinga Castanheira, Pérez-González, do Prado & Baptista, 2019
- Ochyrocera janthinipes Simon, 1893
- Ochyrocera jarocha Valdez-Mondragón, 2017
- Ochyrocera juquila Valdez-Mondragón, 2009
- Ochyrocera laracna Brescovit, Cizauskas & Mota, 2018
- Ochyrocera loma (Dumitrescu & Georgescu, 1992)
- Ochyrocera losrios Dupérré, 2015
- Ochyrocera luisarmasi Pérez-González & Magalhaes, 2025
- Ochyrocera machadoi (Gertsch, 1977)
- Ochyrocera maestra Pérez-González & Magalhaes, 2025
- Ochyrocera magali Brescovit, Zampaulo, Pedroso & Cizauskas, 2021
- Ochyrocera marialuisae Valdez-Mondragón & Chamé-Vázquez, 2023
- Ochyrocera matarredondensis (Cuervo & Buitrago, 2017)
- Ochyrocera mayabeque Pérez-González & Magalhaes, 2025
- Ochyrocera minima González-Sponga, 2001
- Ochyrocera minotaure Dupérré, 2015
- Ochyrocera misspider Brescovit, Cizauskas & Mota, 2018
- Ochyrocera monica Brescovit, Zampaulo, Pedroso & Cizauskas, 2021
- Ochyrocera nasuta (Dumitrescu & Georgescu, 1992)
- Ochyrocera oblita Fage, 1912
- Ochyrocera otonga Dupérré, 2015
- Ochyrocera peruana Ribera, 1978
- Ochyrocera pojoj Valdez-Mondragón, 2017
- Ochyrocera quinquevittata Simon, 1892
- Ochyrocera ransfordi (Marples, 1955)
- Ochyrocera rinocerotos Dupérré, 2015
- Ochyrocera ritxoco Brescovit, Zampaulo & Cizauskas, 2021
- Ochyrocera ritxoo Brescovit, Zampaulo & Cizauskas, 2021
- Ochyrocera rosinha Brescovit, Zampaulo, Pedroso & Cizauskas, 2021
- Ochyrocera sandovalae Baert, 2014
- Ochyrocera simoni O. Pickard-Cambridge, 1894
- Ochyrocera subparamera González-Sponga, 2001
- Ochyrocera thibaudi Emerit & Lopez, 1985
- Ochyrocera tinocoi Castanheira, Pérez-González, do Prado & Baptista, 2019
- Ochyrocera ungoliant Brescovit, Cizauskas & Mota, 2018
- Ochyrocera varys Brescovit, Cizauskas & Mota, 2018
- Ochyrocera vesiculifera Simon, 1893
- Ochyrocera viridissima Brignoli, 1974
- Ochyrocera zabaleta Dupérré, 2015
- Ochyrocera zamora Baert, 2014

## Systématique et taxinomie
Ce genre a été décrit par Simon en 1892 dans les Leptonetidae. Il est placé dans les Ochyroceratidae par Fage en 1912.
Pandeus a été placé en synonymie par Simon en 1895.
Ceruleocera a été placé en synonymie par Brignoli en 1979.
Fageicera a été placé en synonymie par Pérez-González et Magalhaes en 2025.

## Publication originale
- Simon, 1892 : « On the spiders of the island of St. Vincent. Part 1. » Proceedings of the Zoological Society of London, vol. 1891, p. 549-575 (texte intégral).